# Microrregión del Jalapão
La microrregión del Jalapão es una de las microrregiones del estado brasileño del Tocantins perteneciente a la mesorregión Oriental del Tocantins. Su población fue estimada en 2006 por el IBGE en 65.705 habitantes y está dividida en quince municipios. Posee un área total de 53.416,435 km².

## Municipios
- Barra do Ouro
- Campos Lindos
- Centenário
- Goiatins
- Itacajá
- Itapiratins
- Lagoa do Tocantins
- Lizarda
- Mateiros
- Novo Acordo
- Ponte Alta do Tocantins
- Recursolândia
- Rio Sono
- Santa Tereza do Tocantins
- São Félix do Tocantins